# Giacomo Raspadori
Giacomo Raspadori, né le 18 février 2000 à Bentivoglio en Italie, est un footballeur international italien qui évolue au poste d'ailier à l'Atlético de Madrid.

## Biographie

### US Sassuolo
Giacomo Raspadori est formé à l'US Sassuolo, qu'il rejoint en 2009. Le 9 août 2018 il signe son premier contrat professionnel avec son club formateur. Il joue son premier match en professionnel le 26 mai 2019, lors d'une rencontre de Serie A face à l'Atalanta Bergame, contre qui son équipe s'incline sur le score de trois buts à un.
Il est davantage utilisé lors de la saison 2019-2020, durant laquelle il inscrit son premier but en professionnel, face à la Lazio Rome le 11 juillet 2020. Titularisé lors de cette rencontre, il inscrit le but égalisateur de son équipe, qui s'impose finalement par deux buts à un.
Le 21 avril 2021, alors qu'il commence la rencontre opposant son club à l'AC Milan comme remplaçant, il permet à sa formation de battre les Rossoneri à San Siro 1-2. Au cours de cette rencontre, il inscrit les deux buts de son équipe.
Raspadori entame la saison 2021-2022 en inscrivant son premier but de la saison dès la première journée, le 21 août 2021, contre l'Hellas Vérone (victoire 2-3 de Sassuolo). Le 5 décembre suivant il réalise son deuxième doublé en carrière, lors d'un match de championnat contre la Spezia Calcio (2-2 score final).

### SSC Naples
Le 20 août 2022, Giacomo Raspadori est prêté au SSC Naples avec obligation d'achat pour la somme de 36 millions d'euros (5 millions pour le prêt, 26 millions pour le transfert définitif et 5 millions de bonus).
Le 10 septembre 2022, Raspadori inscrit son premier but pour Naples, à l'occasion d'une rencontre de Serie A face au Spezia Calcio. Titulaire ce jour-là, il donne la victoire à son équipe en étant l'unique buteur de la partie. Le 4 octobre 2022, il se fait remarquer lors d'une rencontre de Ligue des champions face à l'Ajax Amsterdam en marquant deux buts. Titulaire, il délivre également une passe décisive pour Khvicha Kvaratskhelia en plus de ses deux buts, et contribue à la victoire de son équipe par six buts à un,.
Le 3 mars 2024, Raspadori se fait remarquer lors d'une rencontre de Serie A face à la Juventus FC en marquant le but vainqueur de son équipe (2-1 score final).

### En équipe nationale
Giacomo Raspadori est sélectionné avec l'équipe d'Italie des moins de 19 ans pour participer au championnat d'Europe des moins de 19 ans en 2019. Il se fait remarquer lors de ce tournoi en inscrivant un but et délivrant une passe décisive le 17 juillet face à l'Arménie, contribuant à la victoire de son équipe par quatre buts à zéro. Il prend part aux trois matchs de son équipe, qui ne parvient toutefois pas à passer la phase de groupe.
Il joue son premier match avec l'équipe d'Italie espoirs le 3 septembre 2020, à l'occasion d'un match amical face à la Slovénie. Il est titularisé au poste d'ailier gauche ce jour-là et son équipe s'impose par deux buts à un. Le 18 novembre 2020, Raspadori inscrit ses deux premiers buts avec les espoirs, contre la Suède. Son équipe s'impose par quatre buts à un ce jour-là.
Alors qu'il n'a encore jamais été convoqué avec l'équipe A, Giacomo Raspadori est retenu en mai 2021 par Roberto Mancini, le sélectionneur de l'équipe nationale d'Italie dans une liste élargie de 33 joueurs, en vue de l'Euro 2020. Il est retenu dans la liste finale, parmi les 26 qui disputeront le tournoi,.
Le 8 septembre 2021, Raspadori est titularisé pour la première fois dans un match de qualification pour la coupe du monde 2022 contre la Lituanie et il inscrit un but à la 24e minute (score final 5-0).
Il est retenu dans la liste des 26 joueurs italiens du sélectionneur Luciano Spalletti pour participer à l'Euro 2024.

## Statistiques
| Saison                | Club                  | Championnat           | Championnat | Championnat | Championnat | Coupe(s) nationale(s) | Coupe(s) nationale(s) | Coupe(s) nationale(s) | Supercoupe | Supercoupe | Supercoupe | Compétition(s) continentale(s) | Compétition(s) continentale(s) | Compétition(s) continentale(s) | Compétition(s) continentale(s) | Italie | Italie | Italie | Total | Total | Total |
| Saison                | Club                  | Division              | M.          | B.          | P.d.        | M.                    | B.                    | P.d.                  | M.         | B.         | P.d.       | Comp.                          | M.                             | B.                             | P.d.                           | M.     | B.     | P.d.   | M.    | B.    | P.d.  |
| 2018-2019             | US Sassuolo           | Serie A               | 1           | 0           | 0           | -                     | -                     | -                     | -          | -          | -          | -                              | -                              | -                              | -                              | -      | -      | -      | 1     | 0     | 0     |
| 2019-2020             | US Sassuolo           | Serie A               | 11          | 2           | 0           | 2                     | 0                     | 0                     | -          | -          | -          | -                              | -                              | -                              | -                              | -      | -      | -      | 13    | 2     | 0     |
| 2020-2021             | US Sassuolo           | Serie A               | 27          | 6           | 0           | 1                     | 0                     | 0                     | -          | -          | -          | -                              | -                              | -                              | -                              | 2      | 0      | 0      | 30    | 6     | 0     |
| 2021-2022             | US Sassuolo           | Serie A               | 36          | 10          | 4           | 2                     | 0                     | 0                     | -          | -          | -          | -                              | -                              | -                              | -                              | 11     | 3      | 0      | 49    | 13    | 4     |
| 2022-2023             | US Sassuolo           | Serie A               | 1           | 0           | 0           | 1                     | 0                     | 0                     | -          | -          | -          | -                              | -                              | -                              | -                              | 0      | 0      | 0      | 2     | 0     | 0     |
| Sous-total            | Sous-total            | Sous-total            | 76          | 18          | 4           | 6                     | 0                     | 0                     | 0          | 0          | 0          | -                              | -                              | -                              | -                              | 13     | 3      | 0      | 95    | 21    | 4     |
| 2022-2023             | SSC Naples (prêt)     | Serie A               | 25          | 2           | 1           | 1                     | 0                     | 0                     | -          | -          | -          | C1                             | 7                              | 4                              | 3                              | 7      | 2      | 1      | 40    | 8     | 5     |
| 2023-2024             | SSC Naples            | Serie A               | 37          | 5           | 3           | 1                     | 0                     | 0                     | 1          | 0          | 0          | C1                             | 8                              | 1                              | 0                              | 10     | 1      | 0      | 57    | 7     | 3     |
| 2024-2025             | SSC Naples            | Serie A               | 26          | 6           | 2           | 3                     | 0                     | 1                     | -          | -          | -          | -                              | -                              | -                              | -                              | 10     | 3      | 3      | 39    | 9     | 6     |
| Sous-total            | Sous-total            | Sous-total            | 88          | 13          | 6           | 5                     | 0                     | 1                     | 1          | 0          | 0          | -                              | 15                             | 5                              | 3                              | 27     | 6      | 5      | 136   | 24    | 15    |
| 2025-2026             | Atletico Madrid       | Serie A               | 1           | 0           | 0           | -                     | -                     | -                     | -          | -          | -          | C1                             | -                              | -                              | -                              | -      | -      | -      | 1     | 0     | 0     |
| Total sur la carrière | Total sur la carrière | Total sur la carrière | 165         | 31          | 11          | 11                    | 0                     | 1                     | 1          | 0          | 0          | -                              | 15                             | 5                              | 3                              | 39     | 9      | 5      | 231   | 45    | 20    |

### Matches internationaux
| Matches internationaux de Giacomo Raspadori | Matches internationaux de Giacomo Raspadori | Matches internationaux de Giacomo Raspadori            | Matches internationaux de Giacomo Raspadori | Matches internationaux de Giacomo Raspadori | Matches internationaux de Giacomo Raspadori              | Matches internationaux de Giacomo Raspadori                              |
|                                             | Date                                        | Lieu                                                   | Adversaire                                  | Résultat                                    | Compétition                                              | Notes                                                                    |
| ------------------------------------------- | ------------------------------------------- | ------------------------------------------------------ | ------------------------------------------- | ------------------------------------------- | -------------------------------------------------------- | ------------------------------------------------------------------------ |
| 1.                                          | 4 juin 2021                                 | Stadio Renato Dall’Ara, Bologne, Italie                | Tchéquie                                    | 4-0                                         | Match amical                                             | Entre en jeu à la place de Ciro Immobile à la 78e minute de jeu.         |
| 2.                                          | 20 juin 2021                                | Stade Olympique, Rome, Italie                          | Pays de Galles                              | 1-0                                         | Euro 2020                                                | Entre en jeu à la place de Federico Bernardeschi à la 75e minute de jeu. |
| 3.                                          | 2 septembre 2021                            | Stadio Artemio Franchi, Florence, Italie               | Bulgarie                                    | 1-1                                         | Qualification Coupe du Monde 2022                        | Entre en jeu à la place de Ciro Immobile à la 75e minute de jeu.         |
| 4.                                          | 5 septembre 2021                            | Parc Saint-Jacques, Bâle, Suisse                       | Suisse                                      | 0-0                                         | Qualification Coupe du Monde 2022                        | Entre en jeu à la place de Lorenzo Insigne à la 90e minute de jeu.       |
| 5.                                          | 8 septembre 2021                            | Mapei Stadium, Reggio d'Émilie, Italie                 | Lituanie                                    | 5-0                                         | Qualification Coupe du Monde 2022                        | Titulaire.                                                               |
| 6.                                          | 10 octobre 2021                             | Allianz Stadium, Turin, Italie                         | Belgique                                    | 2-1                                         | Phase finale de la Ligue des nations de l'UEFA 2020-2021 | Titulaire et remplacé par Moise Kean à la 65e minute de jeu.             |
| 7.                                          | 12 novembre 2021                            | Stade Olympique, Rome, Italie                          | Suisse                                      | 1-1                                         | Qualification Coupe du Monde 2022                        | Entre en jeu à la place de Lorenzo Insigne à la 80e minute de jeu.       |
| 8.                                          | 24 mars 2022                                | Stade Renzo Barbera, Palerme, Italie                   | Macédoine du Nord                           | 0-1                                         | Barrages de Qualification Coupe du Monde 2022            | Entre en jeu à la place de Lorenzo Insigne à la 64e minute de jeu.       |
| 9.                                          | 29 mars 2022                                | Stade Konya Büyükşehir, Konya, Turquie                 | Turquie                                     | 2-3                                         | Match amical                                             | Titulaire et remplacé par Leonardo Bonucci à la 89e minute de jeu.       |
| 10.                                         | 1er juin 2022                               | Wembley Stadium, Londres, Angleterre                   | Argentine                                   | 0-3                                         | Finalissima 2022                                         | Titulaire.                                                               |
| 11.                                         | 7 juin 2022                                 | Stade Dino-Manuzzi, Cesena, Italie                     | Hongrie                                     | 2-1                                         | Ligue des Nations 2022-2023                              | Titulaire et remplacé par Alessio Zerbin à la 84e minute de jeu.         |
| 12.                                         | 11 juin 2022                                | Molineux Stadium, Wolverhampton, Angleterre            | Angleterre                                  | 0-0                                         | Ligue des Nations 2022-2023                              | Entre en jeu à la place de Gianluca Scamacca à la 77e minute de jeu.     |
| 13.                                         | 14 juin 2022                                | Borussia-Park, Monchengladbach, Allemagne              | Allemagne                                   | 5-2                                         | Ligue des Nations 2022-2023                              | Titulaire et remplacé par Giorgio Scalvini à la 46e minute de jeu.       |
| 14.                                         | 23 septembre 2022                           | San Siro, Milan, Italie                                | Angleterre                                  | 1-0                                         | Ligue des Nations 2022-2023                              | Titulaire et remplacé par Manolo Gabbiadini à la 81e minute de jeu.      |
| 15.                                         | 26 septembre 2022                           | Puskás Aréna, Budapest, Hongrie                        | Hongrie                                     | 0-2                                         | Ligue des Nations 2022-2023                              | Titulaire et remplacé par Gianluca Scamacca à la 72e minute de jeu.      |
| 16.                                         | 16 novembre 2022                            | Stade Qemal Stafa, Tirana, Albanie                     | Albanie                                     | 1-3                                         | Match amical                                             | Titulaire et remplacé par Federico Chiesa à la 90e minute de jeu.        |
| 17.                                         | 20 novembre 2022                            | Stade Ernst-Happel, Vienne, Autriche                   | Autriche                                    | 2-0                                         | Match amical                                             | Titulaire et remplacé par Wilfried Gnonto à la 72e minute de jeu.        |
| 18.                                         | 18 juin 2023                                | De Grolsch Veste, Enschede, Pays-Bas                   | Pays-Bas                                    | 2-3                                         | Ligue des Nations 2022-2023                              | Titulaire et remplacé par Federico Chiesa à la 63e minute de jeu.        |
| 19.                                         | 9 septembre 2023                            | Stade national Toše-Proeski, Skopje, Macédoine du Nord | Macédoine du Nord                           | 1-1                                         | Qualifications Euro 2024                                 | Entre en jeu à la place de Sandro Tonali à la 89e minute de jeu.         |
| 20.                                         | 12 septembre 2023                           | San Siro, Milan, Italie                                | Ukraine                                     | 2-1                                         | Qualifications Euro 2024                                 | Titulaire et remplacé par Mateo Retegui à la 72e minute de jeu.          |
| 21.                                         | 14 octobre 2023                             | Stade San Nicola, Bari, Italie                         | Malte                                       | 4-0                                         | Qualifications Euro 2024                                 | Titulaire.                                                               |
| 22.                                         | 17 octobre 2023                             | Wembley, Londres, Angleterre                           | Angleterre                                  | 3-1                                         | Qualifications Euro 2024                                 | Entre en jeu à la place de Domenico Berardi à la 78e minute de jeu.      |
| 23.                                         | 17 novembre 2023                            | Stade olympique, Rome, Italie                          | Macédoine du Nord                           | 5-2                                         | Qualifications Euro 2024                                 | Titulaire et remplacé par Gianluca Scamacca à la 90e minute de jeu.      |
| 24.                                         | 20 novembre 2023                            | BayArena, Leverkusen, Allemagne                        | Ukraine                                     | 0-0                                         | Qualifications Euro 2024                                 | Titulaire et remplacé par Gianluca Scamacca à la 46e minute de jeu.      |
| 25.                                         | 21 mars 2024                                | Chase Stadium, Fort Lauderdale, États-Unis             | Venezuela                                   | 2-1                                         | Match amical                                             | Entre en jeu à la place de Mateo Retegui à la 87e minute de jeu.         |
| 26.                                         | 24 mars 2024                                | Sports Illustrated Stadium, Harrison, États-Unis       | Équateur                                    | 2-0                                         | Match amical                                             | Titulaire et remplacé par Mateo Retegui à la 76e minute de jeu.          |
| 27.                                         | 4 juin 2024                                 | Stade Renato Dall'Ara, Bologne, Italie                 | Turquie                                     | 0-0                                         | Match amical                                             | Entre en jeu à la place de Mateo Retegui à la 68e minute de jeu.         |
| 28.                                         | 9 juin 2024                                 | Stade Carlo-Castellani, Empoli, Italie                 | Bosnie-Herzégovine                          | 1-0                                         | Match amical                                             | Entre en jeu à la place de Federico Chiesa à la 77e minute de jeu.       |
| 29.                                         | 20 juin 2024                                | Arena AufSchalke, Gelsenkirchen, Allemagne             | Espagne                                     | 1-0                                         | Euro 2024                                                | Entre en jeu à la place de Lorenzo Pellegrini à la 82e minute de jeu.    |
| 30.                                         | 24 juin 2024                                | Zentralstadion, Leipzig, Allemagne                     | Croatie                                     | 1-1                                         | Euro 2024                                                | Titulaire et remplacé par Gianluca Scamacca à la 75e minute de jeu.      |
| 31.                                         | 6 septembre 2024                            | Parc des Princes, Paris, France                        | France                                      | 1-3                                         | Ligue des Nations 2024-2025                              | Entre en jeu à la place de Lorenzo Pellegrini à la 46e minute de jeu.    |
| 32.                                         | 9 septembre 2024                            | Bozsik Aréna (en), Budapest, Hongrie                   | Israël                                      | 1-2                                         | Ligue des Nations 2024-2025                              | Titulaire et remplacé par Marco Brescianini à la 63e minute de jeu.      |
| 33.                                         | 11 octobre 2024                             | Stade olympique, Rome, Italie                          | Belgique                                    | 2-2                                         | Ligue des Nations 2024-2025                              | Entre en jeu à la place de Mateo Retegui à la 80e minute de jeu.         |
| 34.                                         | 14 octobre 2024                             | Stade Friuli, Udine, Italie                            | Israël                                      | 4-1                                         | Ligue des Nations 2024-2025                              | Titulaire et remplacé par Daniel Maldini à la 74e minute de jeu.         |
| 35.                                         | 14 novembre 2024                            | Stade Roi Baudouin, Bruxelles, Belgique                | Croatie                                     | 0-1                                         | Ligue des Nations 2024-2025                              | Entre en jeu à la place de Nicolò Barella à la 79e minute de jeu.        |
| 36.                                         | 17 novembre 2024                            | San Siro, Milan, Italie                                | France                                      | 1-3                                         | Ligue des Nations 2024-2025                              | Entre en jeu à la place de Davide Frattesi à la 67e minute de jeu.       |
| 37.                                         | 20 mars 2025                                | San Siro, Milan, Italie                                | Allemagne                                   | 1-2                                         | Quarts de finale de la Ligue des Nations 2024-2025       | Titulaire et remplacé par Daniel Maldini à la 71e minute de jeu.         |
| 38.                                         | 23 mars 2025                                | Westfalenstadion, Dortmund, Allemagne                  | Allemagne                                   | 3-3                                         | Quarts de finale de la Ligue des Nations 2024-2025       | Entre en jeu à la place de Sandro Tonali à la 68e minute de jeu.         |
| 39.                                         | 6 juin 2025                                 | Ullevaal Stadion, Oslo, Norvège                        | Norvège                                     | 3-0                                         | Qualifications Coupe du Monde 2026                       | Titulaire et remplacé par Samuele Ricci à la 83e minute de jeu.          |
| 40.                                         | 9 juin 2025                                 | Mapei Stadium, Reggio d'Émilie, Italie                 | Moldavie                                    | 2-0                                         | Qualifications Coupe du Monde 2026                       | Titulaire et remplacé par Daniel Maldini à la 77e minute de jeu.         |

### Buts internationaux
| Buts internationaux de Giacomo Raspadori | Buts internationaux de Giacomo Raspadori                     | Buts internationaux de Giacomo Raspadori                     | Buts internationaux de Giacomo Raspadori                     | Buts internationaux de Giacomo Raspadori                     | Buts internationaux de Giacomo Raspadori                     | Buts internationaux de Giacomo Raspadori                     | Buts internationaux de Giacomo Raspadori                     | Buts internationaux de Giacomo Raspadori                     |                                                              |
|                                          | Date                                                         | Lieu                                                         | Adversaire                                                   | Score                                                        | Résultat                                                     | Compétition                                                  | Notes                                                        | Sel.                                                         |                                                              |
| ---------------------------------------- | ------------------------------------------------------------ | ------------------------------------------------------------ | ------------------------------------------------------------ | ------------------------------------------------------------ | ------------------------------------------------------------ | ------------------------------------------------------------ | ------------------------------------------------------------ | ------------------------------------------------------------ | ------------------------------------------------------------ |
| 1                                        | 8 septembre 2021                                             | Mapei Stadium, Reggio d'Émilie, Italie                       | Lituanie                                                     | 3-0                                                          | 5-0                                                          | Qualification Coupe du Monde 2022                            | 24e du pied droit                                            | 5e                                                           |                                                              |
| 2                                        | 29 mars 2022                                                 | Stade Konya Büyükşehir, Konya, Turquie                       | Turquie                                                      | 1-2                                                          | 2-3                                                          | Match amical                                                 | 39e du pied gauche                                           | 9e                                                           |                                                              |
| 3                                        | 29 mars 2022                                                 | Stade Konya Büyükşehir, Konya, Turquie                       | Turquie                                                      | 1-3                                                          | 2-3                                                          | Match amical                                                 | 69e du pied droit                                            | 9e                                                           |                                                              |
| 4                                        | 23 septembre 2022                                            | San Siro, Milan, Italie                                      | Angleterre                                                   | 1-0                                                          | 1-0                                                          | Ligue des Nations 2022-2023                                  | 68e du pied droit                                            | 14e                                                          |                                                              |
| 5                                        | 26 septembre 2022                                            | Puskás Aréna, Budapest, Hongrie                              | Hongrie                                                      | 0-1                                                          | 0-2                                                          | Ligue des Nations 2022-2023                                  | 27e du pied gauche                                           | 15e                                                          |                                                              |
| 6                                        | 17 novembre 2023                                             | Stade olympique, Rome, Italie                                | Macédoine du Nord                                            | 4-2                                                          | 5-2                                                          | Qualifications Euro 2024                                     | 81e du pied gauche                                           | 23e                                                          |                                                              |
| 7                                        | 6 septembre 2024                                             | Parc des Princes, Paris, France                              | France                                                       | 1-3                                                          | 1-3                                                          | Ligue des Nations 2024-2025                                  | 74e du pied droit                                            | 31e                                                          |                                                              |
| 8                                        | 23 mars 2025                                                 | Westfalenstadion, Dortmund, Allemagne                        | Allemagne                                                    | 3-3                                                          | 3-3                                                          | Quarts de finale de la Ligue des Nations 2024-2025           | 90+5e s.p. du pied droit                                     | 38e                                                          |                                                              |
| 9                                        | 9 juin 2025                                                  | Mapei Stadium, Reggio d'Émilie, Italie                       | Moldavie                                                     | 1-0                                                          | 2-0                                                          | Qualifications Coupe du Monde 2026                           | 40e du pied droit                                            | 40e                                                          |                                                              |
| Total                                    | 9 buts (6 du pied droit, 3 du pied gauche) en 40 sélections. | 9 buts (6 du pied droit, 3 du pied gauche) en 40 sélections. | 9 buts (6 du pied droit, 3 du pied gauche) en 40 sélections. | 9 buts (6 du pied droit, 3 du pied gauche) en 40 sélections. | 9 buts (6 du pied droit, 3 du pied gauche) en 40 sélections. | 9 buts (6 du pied droit, 3 du pied gauche) en 40 sélections. | 9 buts (6 du pied droit, 3 du pied gauche) en 40 sélections. | 9 buts (6 du pied droit, 3 du pied gauche) en 40 sélections. | 9 buts (6 du pied droit, 3 du pied gauche) en 40 sélections. |

## Palmarès

### En club
SSC Napoli
- Championnat d'Italie de football (2)
  - Champion en 2023 et 2025
- Supercoupe d'Italie de football
  - Finaliste en 2023

### En sélection
| Italie - Championnat d'Europe - Vainqueur en 2020 - Coupe des champions CONMEBOL–UEFA - Finaliste : 2022 |